# De Gruyter (winkelketen)

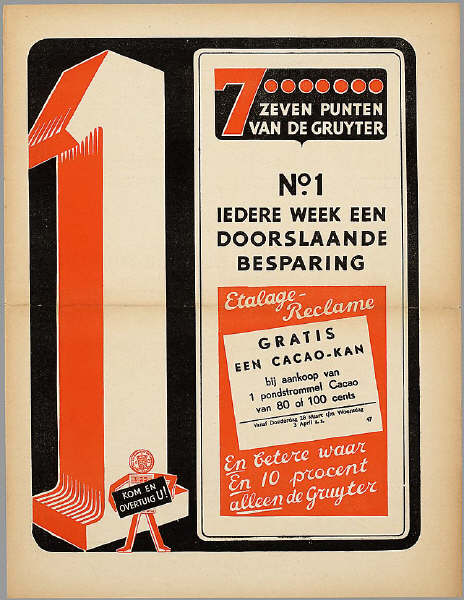
Affiche uit 1935

De Gruyter was een winkelketen in Nederland, in de 19e eeuw en 20e eeuw (tot 1976). Op het hoogtepunt waren er meer dan 550 winkels en bijna 7.500 werknemers. 

## Geschiedenis
Piet de Gruijter (1795-1867) begon in 1818 in 's-Hertogenbosch met een paarden-grutmolen, een bedrijf voor de verwerking van peulvruchten, zaden en granen. Later nam zijn zoon Louis (1833-1911) de onderneming over. De klantenkring bestond aanvankelijk vooral uit boeren in de omgeving van 's-Hertogenbosch.

### Winkels
Aan het einde van de 19e eeuw werd aan het verwerkingsbedrijf een keten van winkels toegevoegd. De eerste winkel werd geopend in 's-Hertogenbosch, in 1896 gevolgd door een in Utrecht en een in 1902 in Amsterdam. In 1913 ging in Nederland de 44ste winkel open. De meeste winkels waren in die tijd gevestigd in de vier grote steden van Nederland. In het verzuilde Nederland was De Gruyter de winkel van de katholieken, de protestanten kozen onder meer voor Albert Heijn. Met de ontzuiling werden deze verhoudingen na 1950 geleidelijk wat losser.  

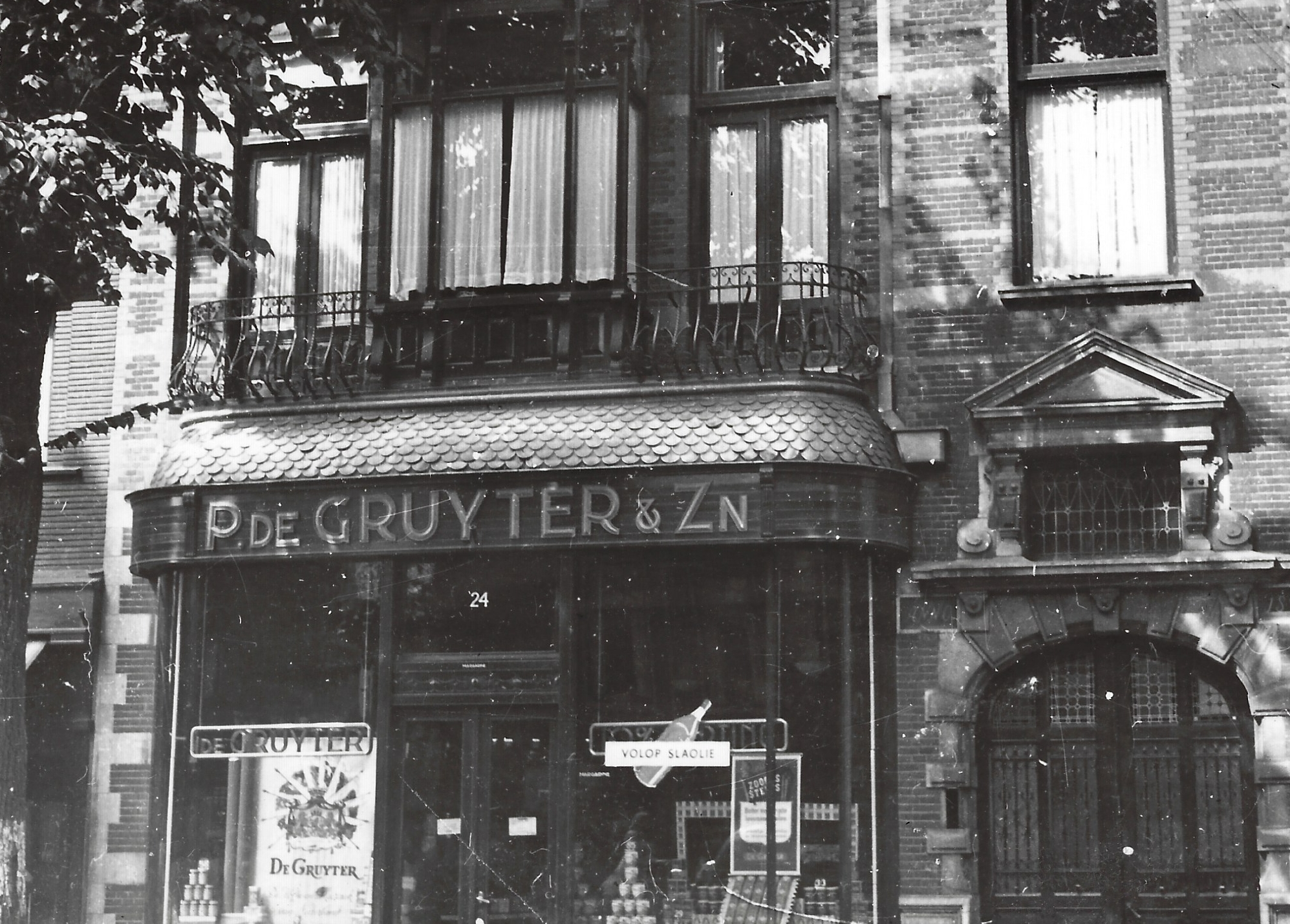
Filiaal Biltstraat te Utrecht, 1907

Een belangrijk element in de verkooppolitiek was het geven van 10% korting bij inlevering van de kassabonnen. De slagzin van De Gruyter luidde dan ook: En betere waar èn tien procent, alleen De Gruyter. Hierdoor werden trouwe klanten beloond en had men een extra middel om de filiaalchefs te controleren. Omdat De Gruyter alleen producten van eigen merk verkocht, waren de brutoprijzen toch niet te vergelijken met die van anderen. Onder het motto 'Heel Nederland De Gruyter's klant' startte in 1926 een landelijke bezorgdienst: de bestellingen werden eerst aan huis opgenomen en vervolgens afgeleverd. Het transport ging onder meer met motorcarriers.   
Tot de leiding van het bedrijf De Gruyter behoorde inmiddels ook een derde generatie: de zonen Lambert (1873-1951) en Jacques (1875-1950). In 1912 werd gestart met het branden van koffiebonen. 
In de jaren zestig bereikte het De Gruyter-concern zijn hoogtepunt. Er waren meer dan 550 winkels en bijna 7.500 personeelsleden. In 's-Hertogenbosch waren inmiddels grote productievestigingen ontstaan. Het concern had levensmiddelenwinkels door het hele land verspreid.
In december 1967 werd de 10% korting afgeschaft, met verlaging van de prijzen. In plaats daarvan kon men 10% van het aankoopbedrag sparen en na voor f 250 gekocht te hebben en dus f 25 te hebben gespaard, hierop 10% "rente" krijgen (waardoor de slagzin kon blijven), of via een rentespaarbrief na 5 jaar f 12,50.

### Neergang
De neergang kwam toen De Gruyter de omslag naar de moderne supermarkt miste. Het bedrijf hield vast aan zijn eigen merken en winkelconcept. Het Unilever-concern probeerde De Gruyter nog een reddende hand toe te steken, maar de omschakeling naar een modern supermarktbedrijf kwam te laat.
In 1971 nam SHV, die enkele jaren eerder met de zelfbedieningsgroothandel Makro was begonnen, het noodlijdende De Gruyter over. In dat jaar rapporteerde De Gruyter een verlies van ruim 40 miljoen gulden (ruim 18 miljoen euro).
Vijf jaar later kwamen de resterende onderdelen van De Gruyter in handen van de winkelketen De Spar. De winkels van De Gruyter zijn geleidelijk uit het straatbeeld verdwenen, net als de winkels van de Vana en van Simon de Wit.

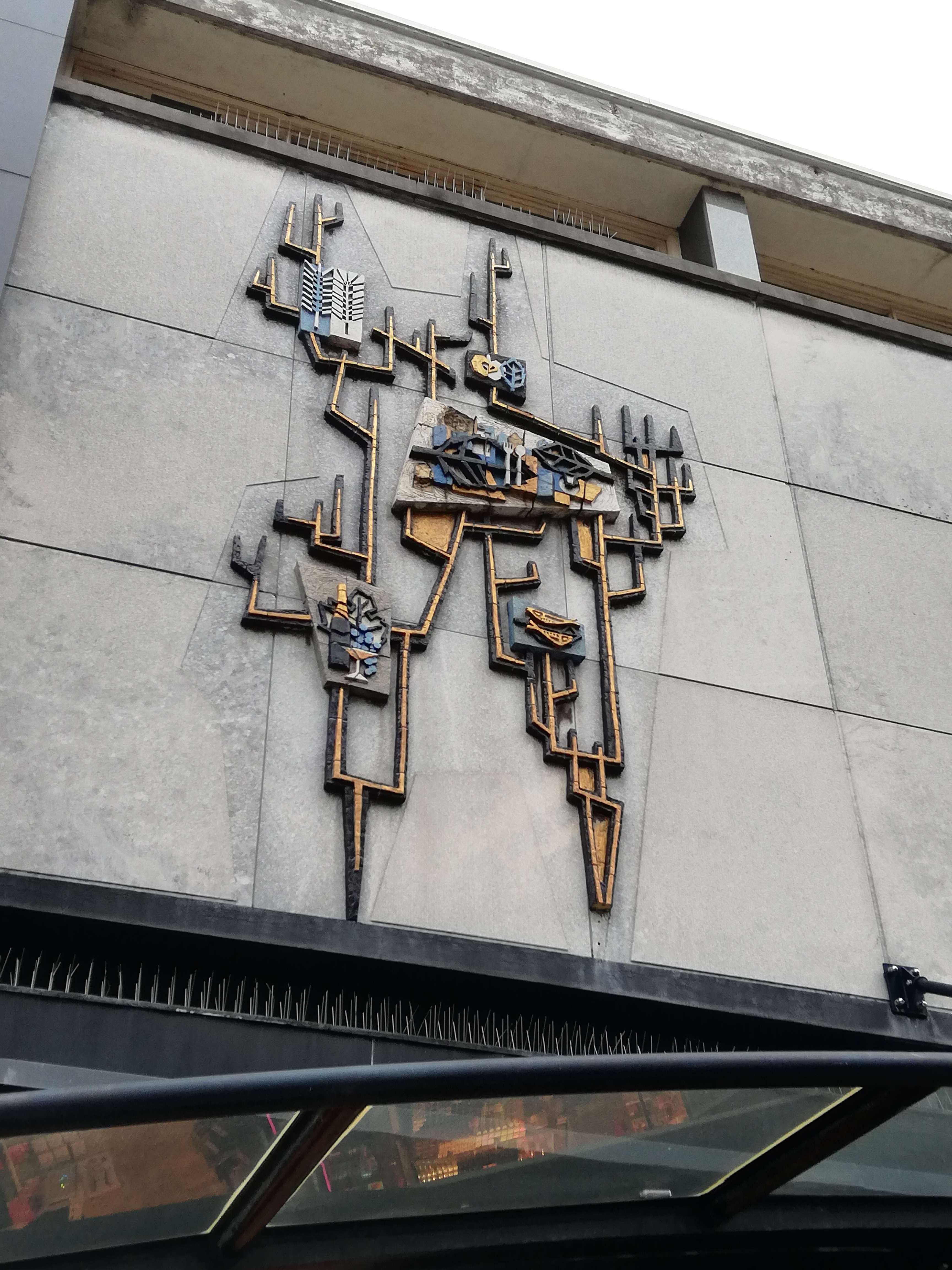
Muurrelief van de winkel in Gorinchem

## Opvallende architectuur
De winkels van De Gruyter waren bij voorkeur op een hoek gevestigd en hadden vaak een opvallende architectuur, waardoor sommige voormalige winkels nog steeds te herkennen zijn. Kenmerkend waren veelal de blauw geglazuurde tegels aan de gevel. De winkels kenmerkten zich verder door luxueuze interieurs, waarbij gebruik werd gemaakt van koper, tegeltableaus, kristallen kroonluchters en houten voorraadbakken.
Van 1928 tot 1961 was Teunis Wilschut, als opvolger van W.G. Welsing, de huisarchitect van De Gruyter. Als hoofd van de Afdeling Bouwwerken van De Gruyter, was Wilschut verantwoordelijk voor de bouw en verbouw van ongeveer 300 winkels door heel Nederland.

## Gebouwen in 's-Hertogenbosch
De oude fabriek in 's-Hertogenbosch is in 1980 gesloopt. Op deze plek ligt sinds 1986 een korte straat, De Gruyterpassage, een verbinding tussen de Orthenstraat en de Smalle Haven.
De latere fabrieksgebouwen in 's-Hertogenbosch, bij de Brabanthallen, waar de productie in 1976 gestopt is, zijn vanaf 1996 opgeknapt en verbouwd. Zij worden als bedrijfsverzamelgebouw onder de naam De Gruyter Fabriek verhuurd voor kantoor-, werk- en opslagruimten.

## Snoepje van de week

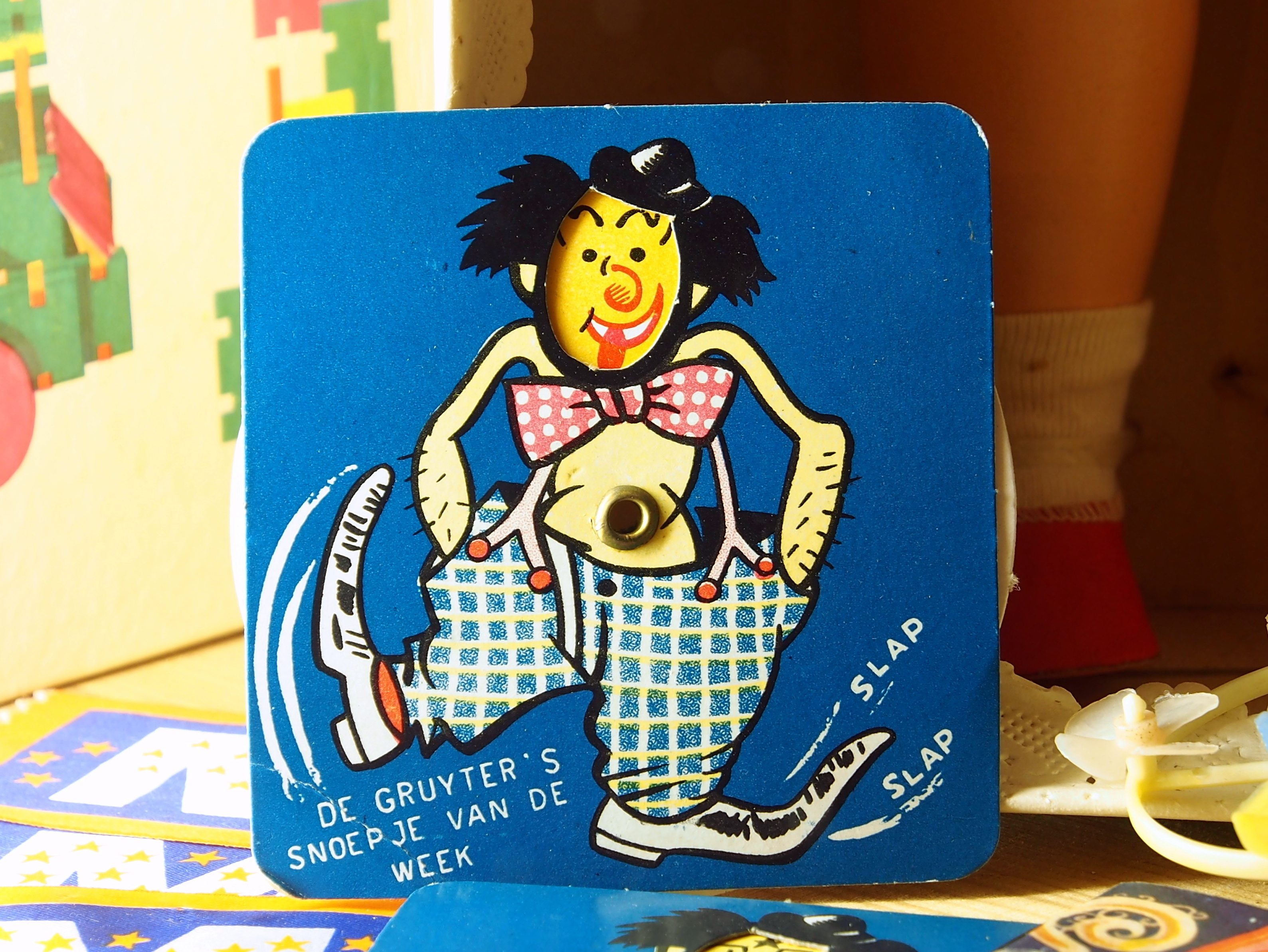
Snoepje van de week

Als klantenbinder gaf De Gruyter vanaf 1948 elke week een klein cadeautje weg voor kinderen: het legendarische Snoepje van de week. Het werd geïntroduceerd toen na de Tweede Wereldoorlog de suiker van de bon ging en er te veel suiker in aanbod was. Bij enkele guldens aan boodschappen werd ongevraagd snoep voor de kinderen meegegeven. Later werd het "snoepje" een plastic speelgoedje, een spelletje, een poppetje of een boekje. Elke week iets anders. Een langdurige actie was die van kartonnen bouwplaten van huizen en gebouwen.

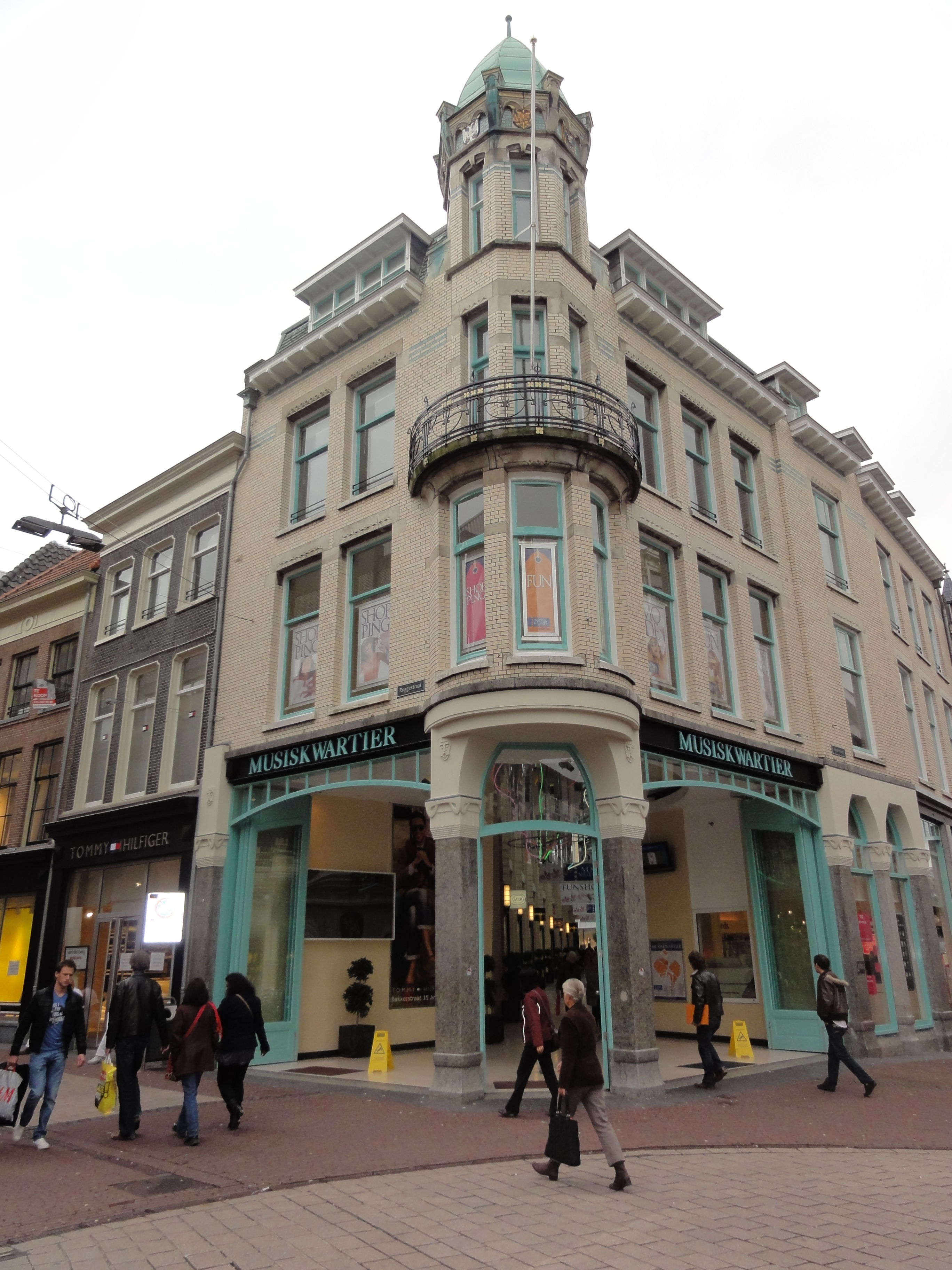
Eerste bouwproject voor De Gruyter door W.G. Welsing uit 1906
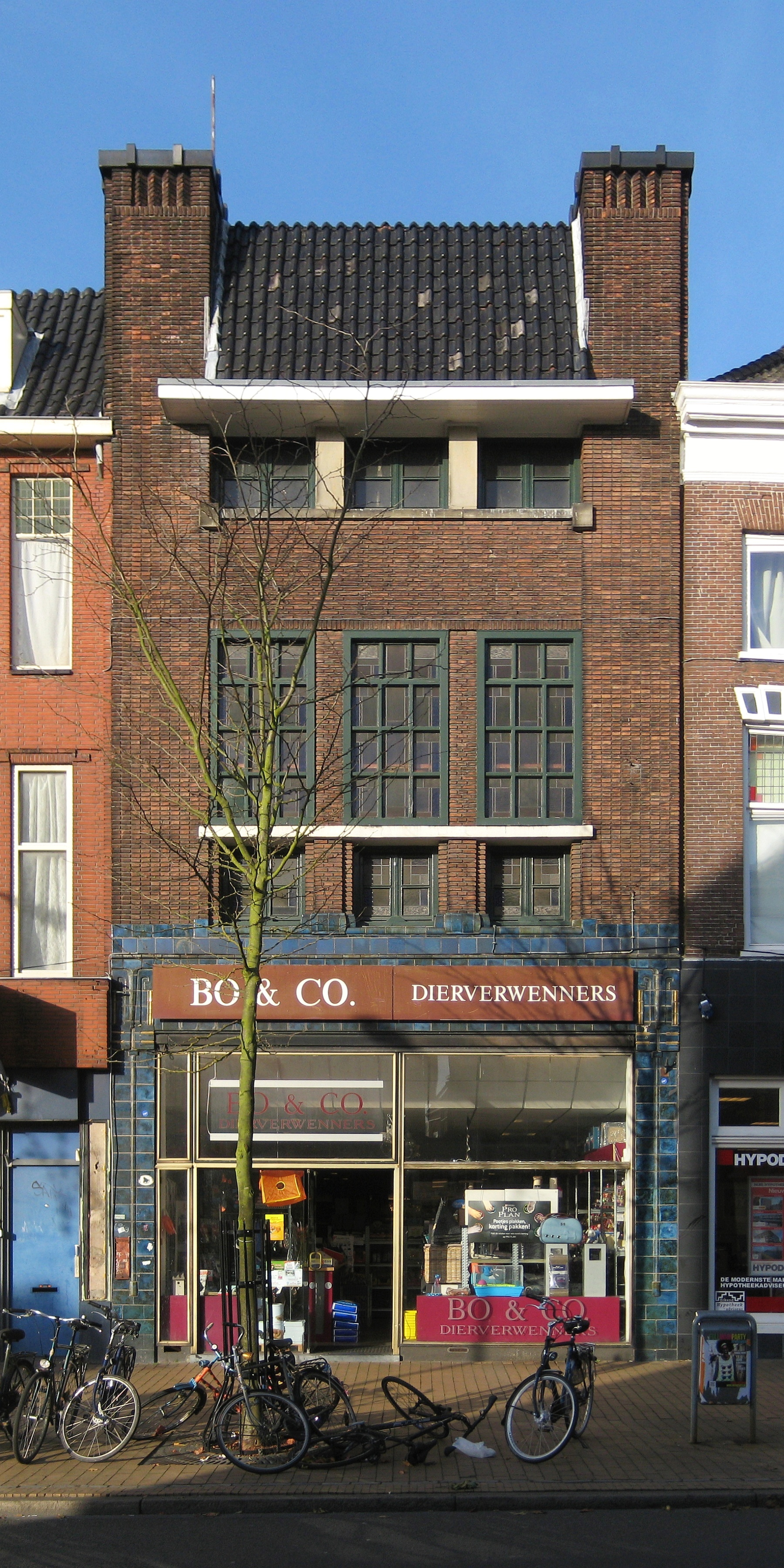
Voormalig winkelpand, Astraat 19, Groningen. Gemeentelijk monument
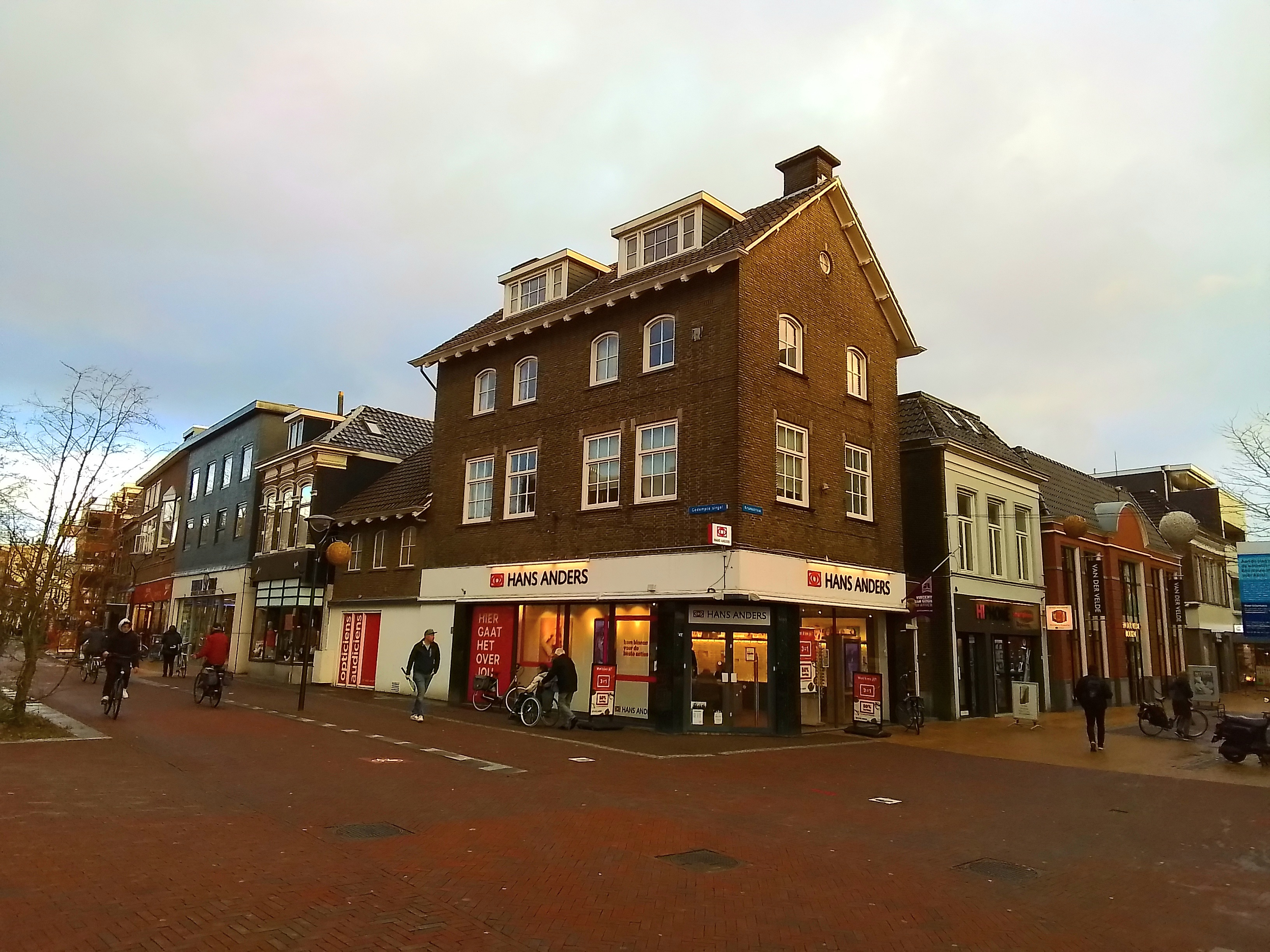
Filiaal aan de Kruisstraat in Assen
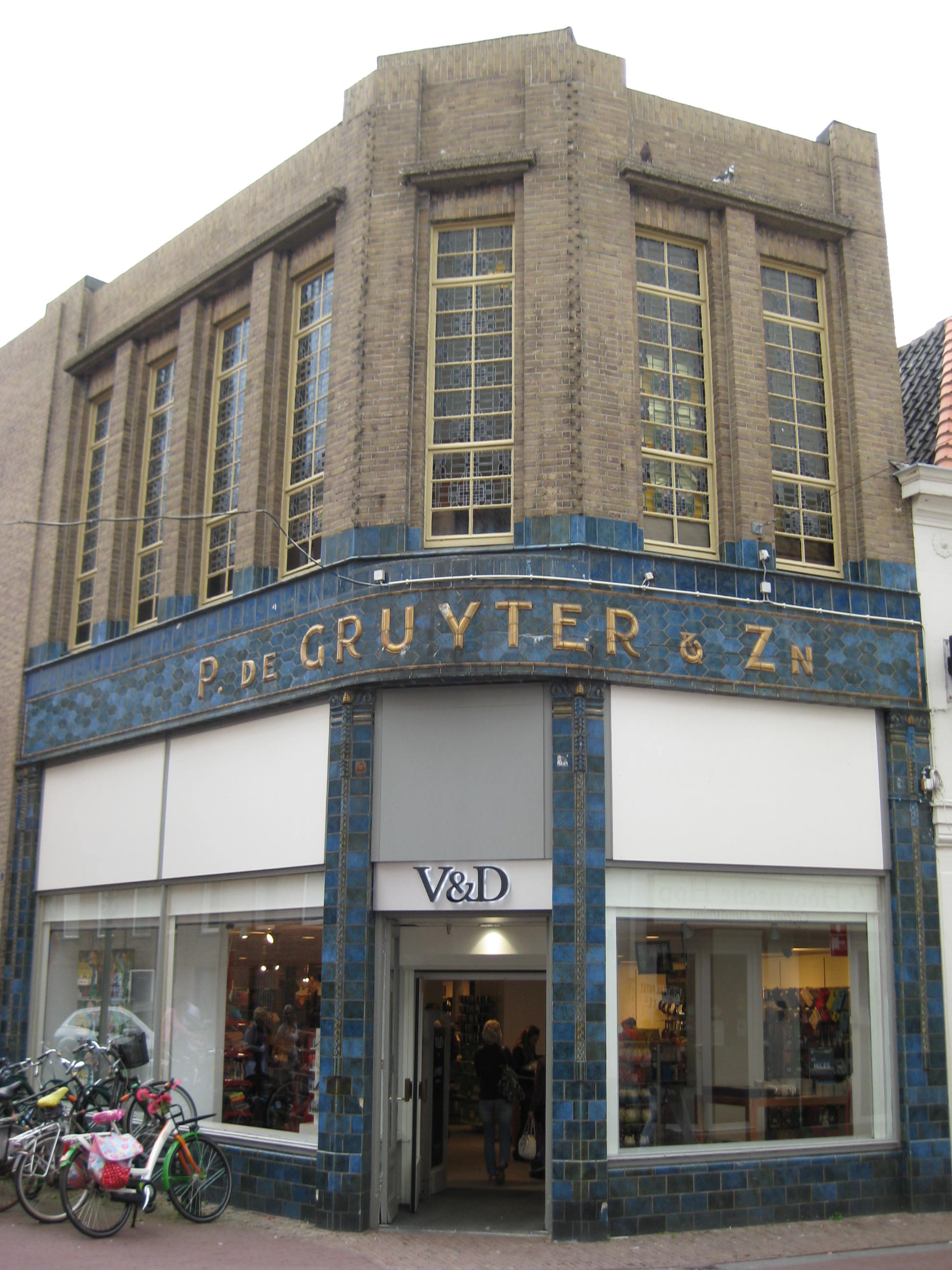
De Gruyter in Hoorn (nadien o.a. V&D)
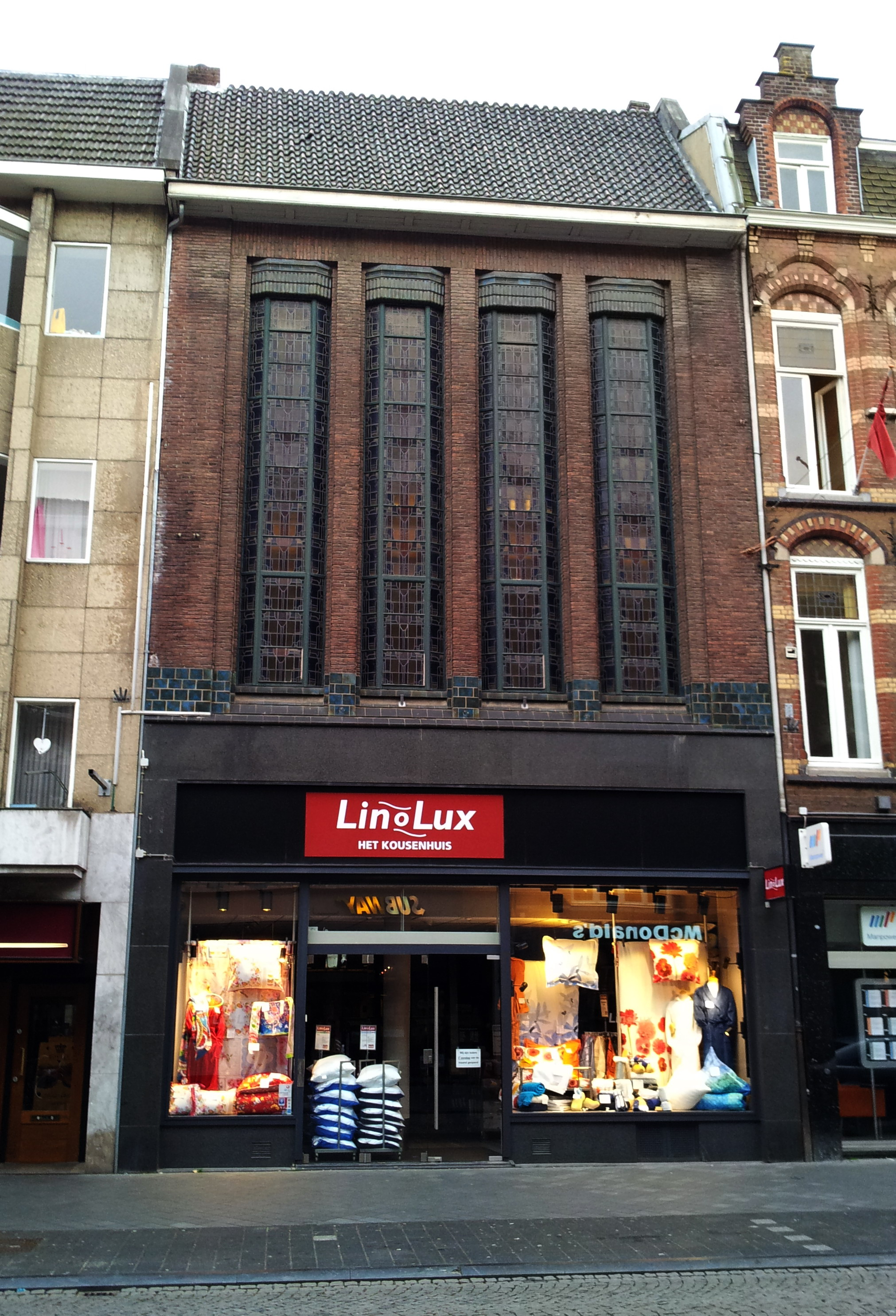
Wycker Brugstraat 15, Maastricht
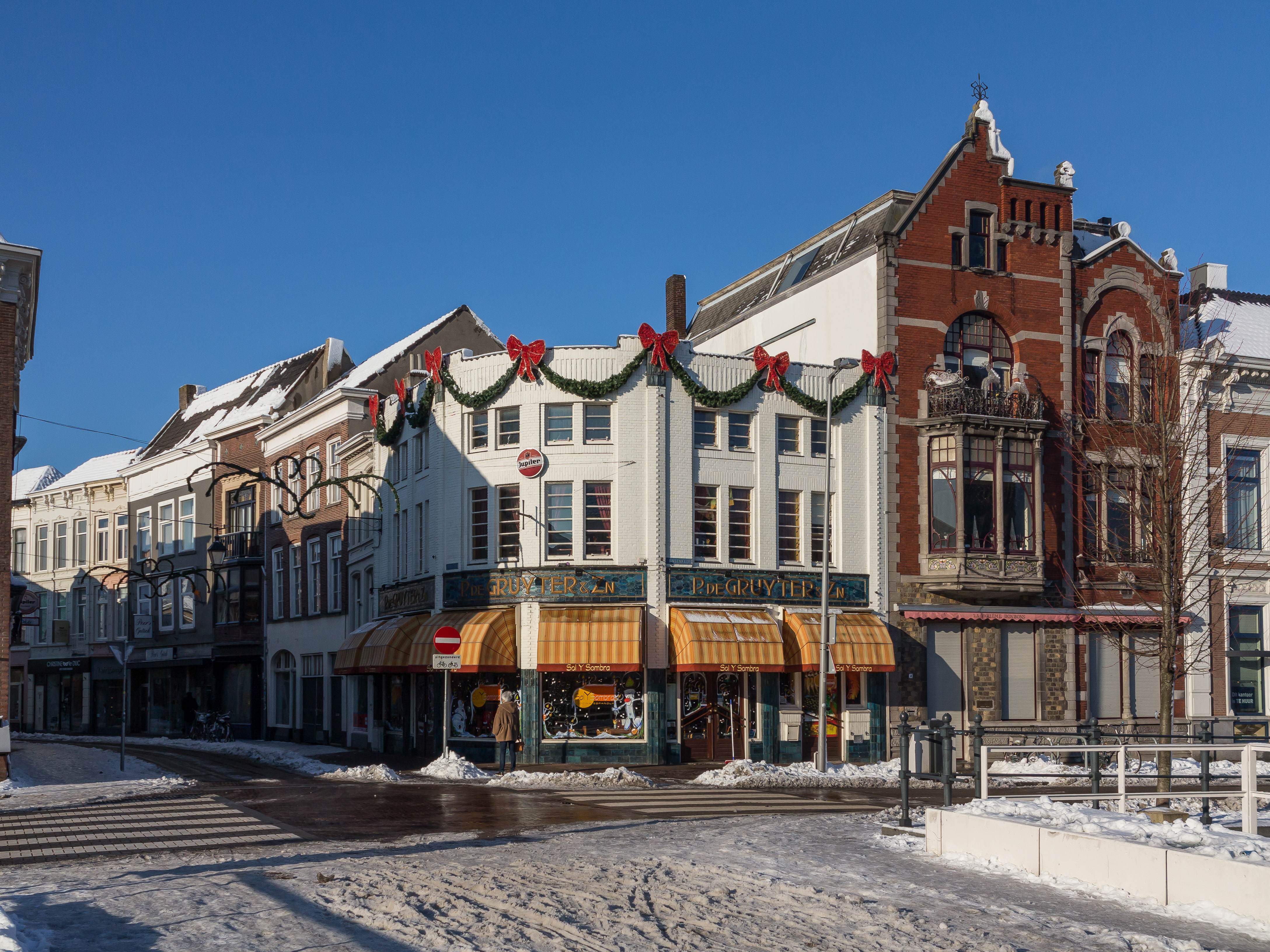
Breda, Prinsenkade 1
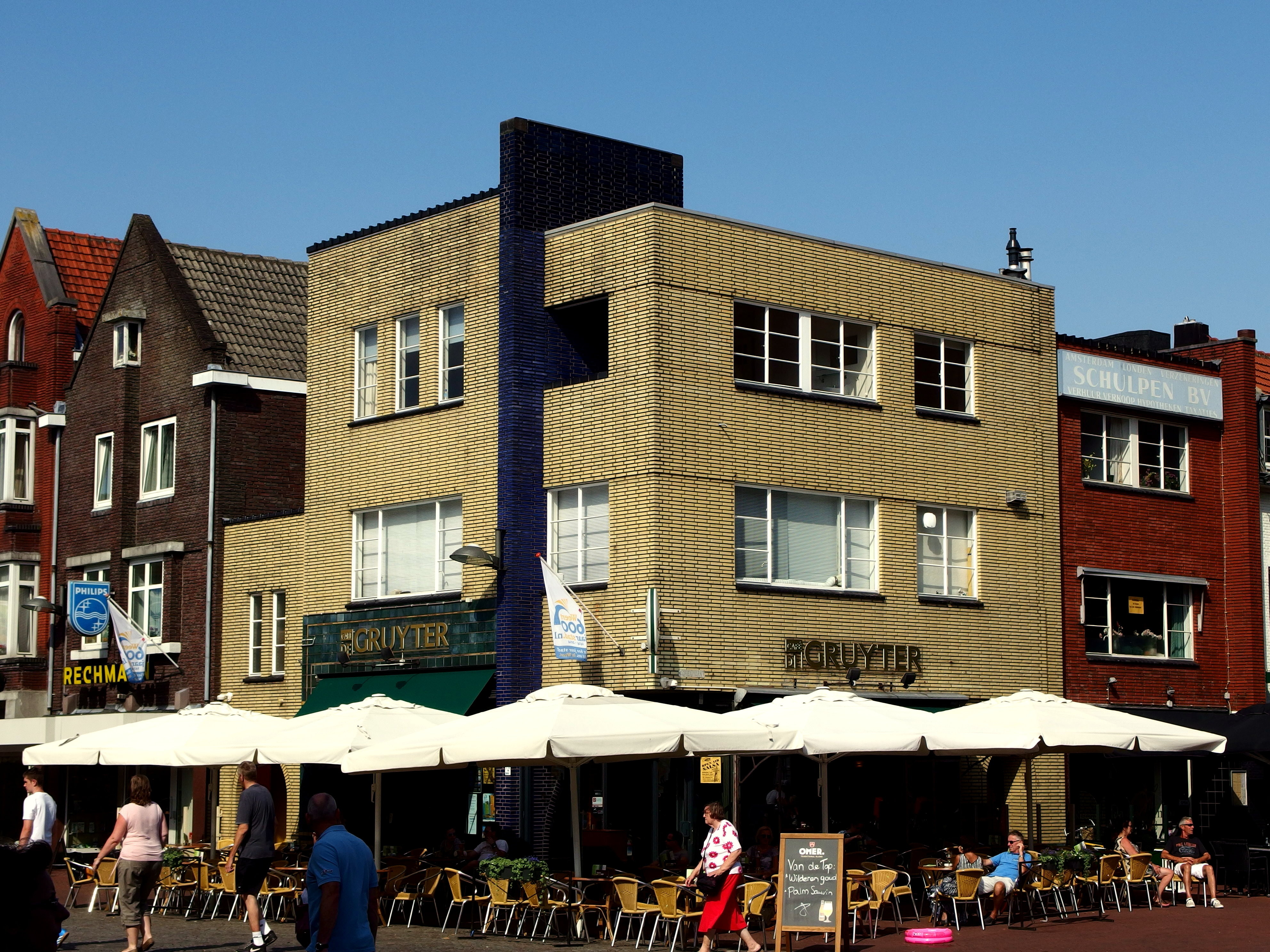
Korenmarkt 1 in Weert (thans café De Gruyter)
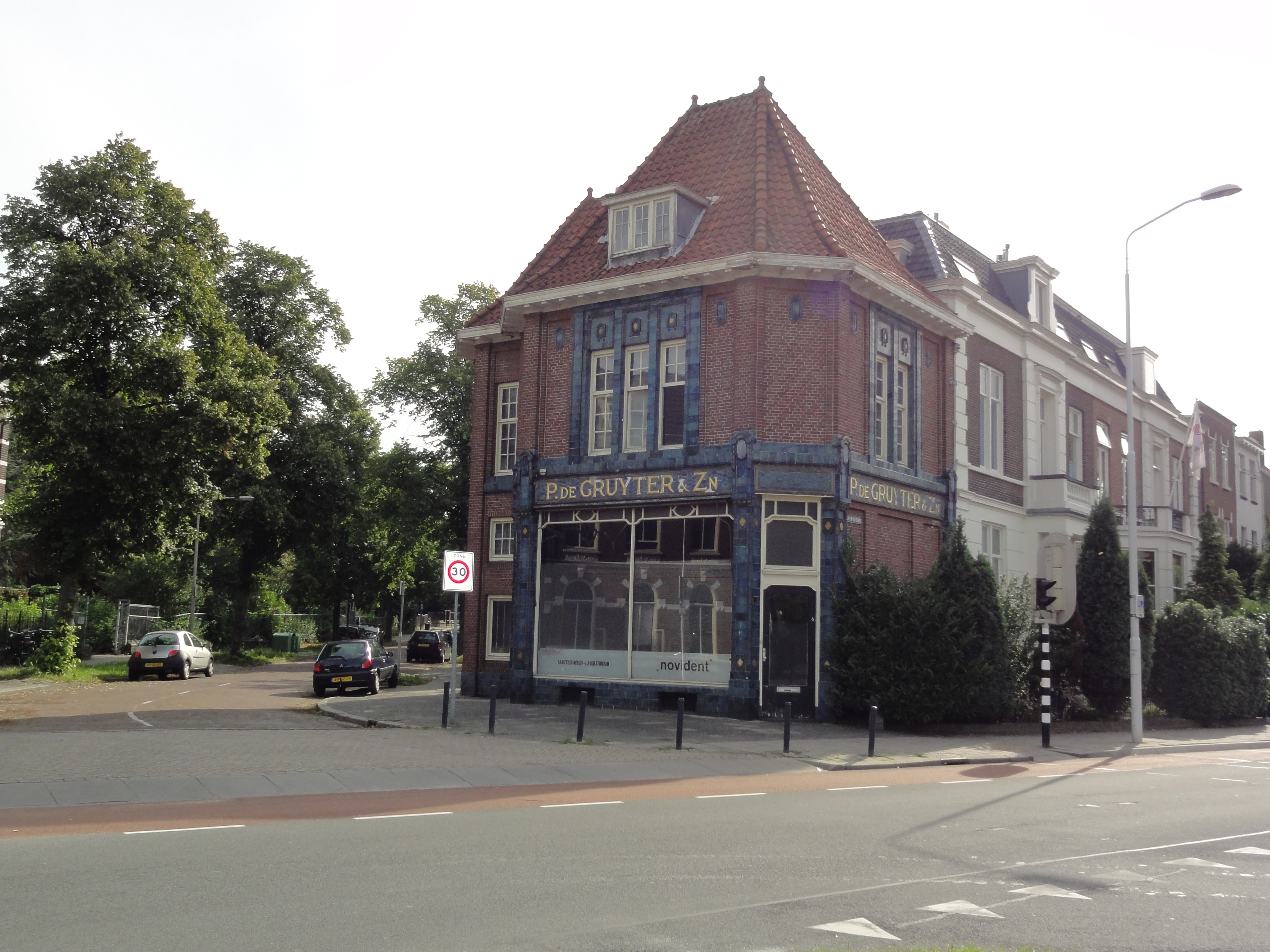
Voormalig winkelpand Mariaplein 6, Nijmegen. Rijksmonument

## Varia
- De Gruyter had de bijnaam Piet de dief,[3] mogelijk vanwege het idee dat men de 10% korting zelf moest betalen, maar volgens een voormalige bezorger[4], omdat de inhoud van een kilopak suiker door het zware papier iets minder dan 1 kg woog. Andere bronnen[5][6] melden dat grondlegger Piet de Gruyter (1795-1867) al de bijnaam Piet de dief had.
- Een mopje ten tijde van Duitse bezetting van Nederland in de Tweede Wereldoorlog luidde:

Wat is het verschil tussen Hitler en De Gruyter?
De Gruyter geeft 10% en betere waar. Hitler geeft 6¼ en Rommel.. Met 6¼ werd Rijkscommissaris voor Nederland Arthur Seyss-Inquart (zes-en-een-kwart) bedoeld, terwijl Rommel sloeg op 'de woestijnvos' veldmaarschalk Erwin Rommel.
- De naam De Gruyter wordt nog gebruikt door cafés in Amsterdam, Pijnacker en Weert, die in voormalige winkelpanden zijn gevestigd.
- In Arnhem is sinds 2006 een De Gruyterpassage, een winkelpassage door een voormalige winkel uit 1906 in het Musiskwartier.[8]